# 더 마린 3
《더 마린 3》(The Marine 3: Homefront)는 2013년 공개된 미국의 액션 스릴러 영화이다. 이 영화는 2013년 3월 5일 미국에서 DVD와 블루레이로 출시되었다.

## 줄거리
미 해병대 특수수색대 출신 제이크 카터는 고향 브릿지턴으로 돌아와 친구이자 경찰 서장인 하킨과 재회하고, 여동생 릴리와 아만다와 함께 귀향 파티를 연다. 한편 시애틀에서는 극단주의자 조직이 은행을 털고, 그들의 리더 조나스 포프는 과거의 복수심 때문에 도시에서 폭탄 테러를 계획한다.
제이크는 릴리가 남자친구와 함께 갔다가 극단주의자들의 아지트에서 납치당했다는 사실을 알게 된다. 그는 FBI의 제지에도 불구하고 직접 여동생을 구하려 하고, 친구 하킨의 도움을 받아 극단주의자 아지트로 향한다. 
FBI는 아지트를 급습하지만 역부족이었고, 제이크는 홀로 침투하여 조직원들을 하나씩 제압해 나간다. 납치되었던 릴리와 남자친구는 FBI 요원의 도움으로 탈출을 시도하지만, 릴리는 다시 붙잡히고, 남자친구는 제이크와 함께 릴리를 구하기 위해 나선다. 극단주의자들은 인질을 잡고 경찰에게 무장하지 않은 경찰차를 보내라고 협박하며, 폭탄이 설치된 차를 시내로 보내려 한다.
제이크는 폭탄이 설치된 차량을 찾아내고, 폭탄이 폭발하기 직전 외딴 강가로 몰고 가 폭발시킨다. 결국 그는 폭탄 테러를 막아내고, 하킨과 여동생들의 도움으로 무사히 귀환하며 사건이 마무리된다.

## 출연

### 주연
- 마이크 미자닌
- 닐 맥도프

### 조연
- 자레드 키소
- 제프리 발라드
- 벤 코튼
- 스티브 베이식
- 숀 타이슨